# Contea di Johnson (Nebraska)
La contea di Johnson (in inglese Johnson County) è una contea dello Stato del Nebraska, negli Stati Uniti. La popolazione al censimento del 2000 era di 4 488 abitanti. Il capoluogo di contea è Tecumseh.

## Villaggi e città
- Crab Orchard